# Hilf mit!

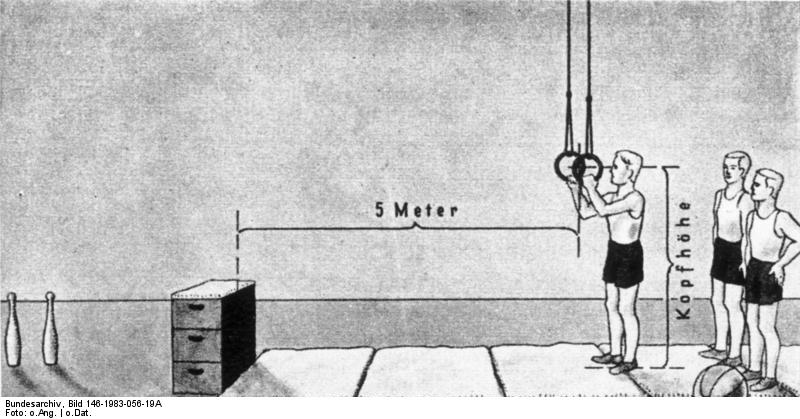
Illustration eines neuen Turnspiels „Bombenwerfen“ mit Ringen und Medizinbällen in der Schülerzeitschrift „Hilf mit!“

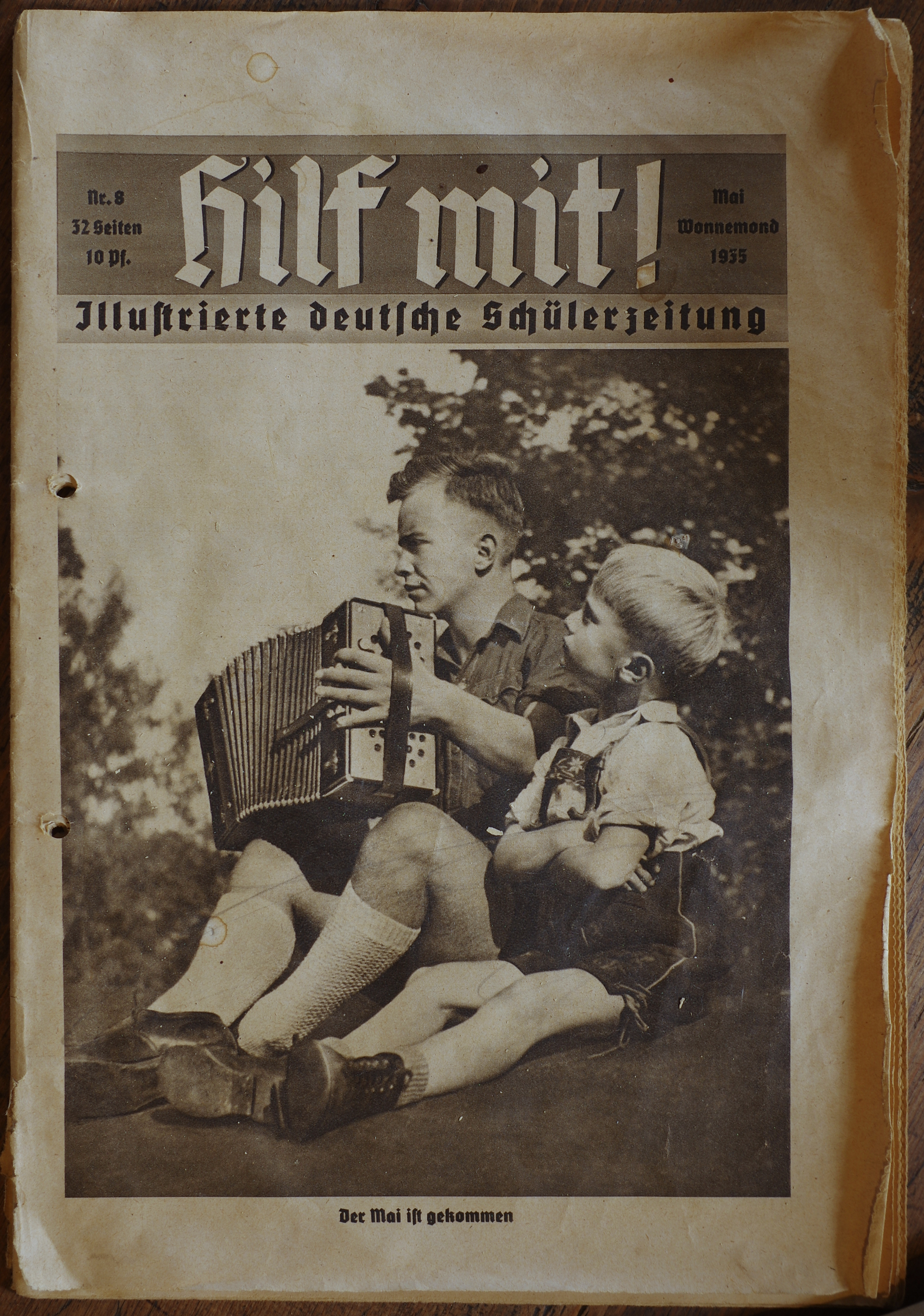
Ausgabe vom Mai 1935 im Freilichtmuseum Roscheider Hof

Hilf mit! (Untertitel: Illustrierte Schülerzeitung) war die wichtigste nationalsozialistische Zeitung für Schüler im Dritten Reich. Sie war keine Schülerzeitung von Schülern für Schüler, sondern eine Zeitung mit erzieherischen und propagandistischen Absichten. Hilf mit! wurde vom Nationalsozialistischen Lehrerbund (NSLB) herausgegeben. Sie erschien von Oktober 1933 bis September 1944, vor Beginn des Zweiten Weltkriegs monatlich, danach unregelmäßiger, in größeren Zeitabständen und wurde vom Verlag H. A. Braun und Co. in Berlin gedruckt. Die 32 Seiten, in den Kriegsjahren 16 Seiten, umfassenden Hefte kosteten zunächst 10 Pfennig, wurden dann aber kostenlos verteilt. Ab 1937 war Henrich Hansen der Hauptschriftleiter. Die Zeitschrift hatte eine Auflage von bis zu fünf Millionen Exemplaren pro Ausgabe und erreichte annähernd die gesamte Schülerschaft ab dem Alter von 10 Jahren.
Hilf mit! und andere Zeitungen für Schüler in hoher Auflage wie die Deutsche Jugendburg leisteten im Dritten Reich einen wesentlichen Beitrag zur ideologischen Beeinflussung der jungen Generation. Die Lehrerschaft war aufgefordert, ausschließlich diese Zeitung zu verteilen. Entgegen ihrem Untertitel Schülerzeitung war Hilf mit! eine Zeitschrift und als solche auch nicht in erster Linie für die private Lektüre, sondern eher als „Unterrichtsmittel“ konzipiert. Um den Einsatz von Hilf mit! über die private Lektüre der Schüler hinaus im Unterricht selbst zu optimieren, wurden zu einem Teil der Themen Plakate für das Klassenzimmer herausgegeben, die als „Lehrschau-Bogen“ dienten.

## Inhalt/Propaganda
Neben den typischen Schülerthemen der damaligen Zeit, wie Verkehrserziehung, Naturkunde und Gesundheitserziehung nahmen verschiedene propagandistische Themen einen breiten Raum ein. So war der Erste Weltkrieg in Form von Abenteuer- und Heldengeschichten, aber auch mit Sachtexten, sehr oft vertreten; ebenso die germanische Frühgeschichte. Des Weiteren waren Themen wie Ahnenforschung und Rassenlehre Bestandteil der Schülertexte. Ein Fortsetzungsroman von Peter Osten beinhaltete die Jahre vor Hitlers Machtergreifung und spielte in der Zeit der sogenannten Reichsjugendtage. Die Geschichte ist offen rassistisch und antidemokratisch. Einer der wichtigsten Autoren der Zeitschrift war Johann von Leers, der zeitweise auch als deren Schriftleiter für die „politische Redaktion“ zuständig war.  Mit seinen eigenen über 100 Artikeln übertraf er die Zahl der Beiträge aller anderen Autoren und beherrschte den Bereich „Geschichte“ in Hilf mit! Er indoktrinierte die Schüler mit antisemitischer Propaganda und Hitlers Führungsqualitäten verherrlichenden Erzählungen.
Die in der Zeitschrift enthaltene Nazi-Propaganda wurde effektiv in ein harmonisches Gesamtpaket an Inhalten und Bildern verpackt, die eine völkische Familienidylle beschworen. Im Mittelpunkt der Darstellung standen Geschichten um gesunde deutsche Mädchen und deutsche Jungen, um Mutter und Kind, um die Familie unterm Weihnachtsbaum, um schützenswerte, niedliche Tiere zum Liebhaben. Doch „zielgenau eingestreut wurden, neben ein wenig Propaganda für Hitler und die Hitlerjugend“, so der Erziehungswissenschaftler Benjamin Ortmeyer, „ausgesprochen subtile Artikel. Mit pervertiertem reformpädagogischen Geschick werden die Kinder zum ‚forschenden Lernen‘ aufgefordert“. So präsentierte schon das Oktober-Heft 1935 die Geschichte eines fiktiven Schülers und HJ-Führers Dieter, der mit Hilfe des Kirchenbuchs beweisen konnte, dass er zu Unrecht als „Jude“ verdächtigt wurde. Damit nicht genug: „Fähnleinführer Dieter“ kann zeigen, dass die Familie eines anderen, unbeliebten Jungen, mit dem es immer Ärger gegeben habe und der überhaupt durch ein verdächtiges Äußeres aufgefallen sei, seine jüdische Herkunft durch eine Konversion zum christlichen Glauben verschleiert habe. Vor versammelter HJ-Fähnleingruppe „entlarvt“ der „Fähnleinführer“ den Jungen als „jüdisch“. In einem anderen Artikel wurde den Schülern nahelegt, die heimischen Bücherschränke nach „jüdischem Gift“ zu durchsuchen.
Des Weiteren wurde auf aktuell großmachtpolitische Handlungen des NS-Regimes eingegangen, so etwa auf die Machtübernahme in Österreich oder den Einmarsch ins tschechoslowakische Sudetenland. Auch auf innenpolitisches Tagesgeschehen und die politischen Eliten des NS-Staats wurde ein Fokus gelegt sowie einzelne Personen der Staatsspitze porträtiert. Historisch inspirierte Geschichten sind stark revisionistisch gefärbt. Insgesamt waren die Zeitschriften darauf ausgelegt, in Ordnern gesammelt zu werden, wodurch sich ihre propagandistische Wirkung trotz inhaltlichen Widersprüchen verstärken konnte.
Während des Zweiten Weltkrieges erschien Hilf mit! oft nur alle zwei bis drei Monate. In einem Schülerwettbewerb „Der Kampf im Osten“, der vom Hauptschriftleiter Henrich Hansen initiiert wurde und der über mehrere Ausgaben ging, legte die in Heft Mai/Juni 1942 erfolgte Ausschreibung des Wettbewerbs den Schülern eine Art Zusammenschau von antijüdischen Denkfiguren und Bolschewismus nahe – eine der Leitfragen für den „Kampf im Osten“ lautete: „Was wisst ihr vom Bolschewismus, vom Judentum in der Sowjetunion und in der Welt?“ In Heft September/Oktober 1942 wurden unter dem Titel „Im Zeichen des Roten Kreuzes“ Mädchen für Bastelarbeiten im Rahmen des Wettbewerbs angeregt und zum möglichen Einsatz im Heeres-Sanitätsdienst an der Front animiert. In Heft Juli/August/September 1943 gab der Leiter des NSLB Fritz Wächtler bekannt, es hätten sich 15.000 Schulen an dem Wettbewerb beteiligt, der „rund 1 Million brauchbare Arbeiten von Jungen und Mädeln“ erbracht habe.